# Nexus 10
Nexus 10（ネクサス テン）は、Googleが販売するNexusシリーズのAndroidタブレットである。製造はサムスン電子が担当している。数か国で2012年11月13日に発売された。日本でも11月13日に発売予定だったが、延期され、2013年2月5日に発売された。

## 概要
Googleのエリック・シュミットによって2012年10月29日にNexus 4、Nexus 7の32GBモデルとともに発表され、11月13日（アメリカ時間）に数か国で発売された。

## 特徴

### ソフトウェア
OSとしてAndroid 4.2 Jelly Bean、標準ブラウザとしてGoogle Chrome、360度の写真が撮れるPhoto Sphereなどが搭載されている。

### ハードウェア
CPUにARMアーキテクチャのCortex-A15をベースにサムスン電子が製造しているExynos 5250が搭載されている。
液晶パネルには解像度2560×1600 px、10.055インチのIPS液晶が搭載されている。同時期に販売されているiPad (第3世代)のRetinaディスプレイの264ppiを上回る300ppiであり、10月29日に発表された際は「地球一高解像度のタブレット」とされていた。
また、Nexus 7には搭載されていなかったバイブレーション機能が搭載されている。

## モデルと価格
Nexus 10のモデルは以下の価格で販売されている。
16GBストレージモデル399ドル（アメリカ、2012年11月販売開始）、36,800円（日本、2013年2月販売開始）
32GBストレージモデル499ドル（アメリカ、2012年11月販売開始）、44,800円（日本、2013年2月販売開始）